# Coelioxys integra
Coelioxys integra är en biart som beskrevs av Pasteels 1968. Coelioxys integra ingår i släktet kägelbin, och familjen buksamlarbin. Inga underarter finns listade i Catalogue of Life.